# Jinn (groupe)
Pour les articles homonymes, voir Jinn.
Jinn (ジン) est un groupe japonais de rock, originaire de Tokyo. En 2006, le groupe signe avec le label Sony Music Entertainment Japan.

## Biographie
Les quatre membres font leurs études dans le même lycée ; ils forment le groupe en été 2004. En mars 2004, le groupe enregistre sa première démo, 0~Zero~ (0～ゼロ～), produit à 500 exemplaires, très vite écoulé. En 2005, ils enregistrent un mini-album intitulé Kotosabi no Ki (言錆の樹). En août 2006, le single Raion (雷音) sort dans les bacs, et sert de générique (opening) pour la série animée Blood+. Le 22 novembre suivant, Jinn ressort un nouveau single, Malachite (マラカイト, Marakaito).
En 2007, le groupe compose la chanson du second générique (opening) de la série animée Code Geass: Lelouch of the Rebellion, Kaidoku Funō (解読不能), qui parait en single le 31 janvier 2007. Leur premier album studio, Lemmings (レミングス, Remingusu), sort le 28 février 2007. Le 18 juin 2007, ils sortent un nouveau single, Vuena Vista. Leur deuxième album studio, Qualia est publié le 6 février 2008.

## Style musical
Le style musical de Jinn se rapproche du J-rock mais arrive à ne pas se fondre dans la masse grâce à son style un peu particulier : la voix de Hiitan est claire et tranchante et rend chaque chanson reconnaissable. La basse, qui est généralement un instrument d'accompagnement, est ici mise au même niveau que la guitare et permet à Motoki de montrer ses capacités sur certains solos endiablés (Vuena Vista, Kaidoku Funo). Jinn est aussi reconnaissable au son de la Fender Telecaster de Haruka qui produit toutes sortes de sons plus ou moins électriques, étalant toutes ses capacités à l'auditeur. Ainsi, Jinn a le mérite de réussir à se détacher de la masse des groupes de J-rock sans avoir à aborder un style vestimentaire proche du visual kei grâce à son son unique.[réf. nécessaire]

## Membres
- Hītan (ひぃたん?) - chant
- Motoki (もとき?) - basse
- Haruka (ハルカ?) - guitare
- Tetsuyuki (哲之?) (Tetsuyuki Yamada (山田哲之, Yamada Tetsuyuki?)) - batterie

## Discographie

### Albums studio
- 2007 : Lemmings (レミングス, Remingusu?)
- 2008 : Qualia (クオリア?)

### CD-R
- 2004 : 0~Zero~ (0～ゼロ～?)

### Mini-album
- 2005 : Kotosabi no Ki (言錆の樹?) (auto-produit, réédité en 2006 chez SMEJ)
- 2010 : Engine (エンジン?) (SMEJ)

### Singles
- 2006 : Raion (雷音?) (4e et dernier opening de Blood+)
- 2006 : Malachite (マラカイト, Marakaito?)
- 2007 : Kaidoku Funō (解読不能?) (second opening de CODE Geass Lelouch of the Rebellion)
- 2007 : Vuena Vista